# どうしますか、あなたなら
『どうしますか、あなたなら』は、阿部真央の18枚目のシングル。 2019年8月21日にポニーキャニオンから発売された。

## 概要
前作『君の唄（キミノウタ）/ 答』から約3カ月ぶりのシングルである。表題曲「どうしますか、あなたなら」は、NHKドラマ10『これは経費で落ちません!』の主題歌として書き下ろされた楽曲である。ジャケット写真およびアーティスト写真に、ドラマをイメージさせるような領収証を擬人化したキャラクターが使用されている。
シングルの発売を記念して、8月24日にタワーレコード新宿店7Fイベントスペースにて、阿部本人による“領収証ハンコ押し会”と言うイベントが行われた。

## 収録曲
| 全作詞・作曲: 阿部真央。 |                              |          |            |          |
| #                        | タイトル                     | 作詞     | 作曲・編曲 | 編曲家   |
| 1.                       | 「どうしますか、あなたなら」 | 阿部真央 | 阿部真央   | akkin    |
| 2.                       | 「この愛は救われない」       | 阿部真央 | 阿部真央   | 阿部真央 |